# Obóz pracy przymusowej w Opatowie
Obóz pracy przymusowej w Opatowie (niem. Zwangsarbeitslager für Juden Opatów) – obóz pracy przymusowej w Opatowie na terenie Generalnego Gubernatorstwa.
Istniał stosunkowo krótko, powstał przed latem 1941 a został zlikwidowany w 1942. Był przeznaczony dla ludności żydowskiej.